# LAIBACHKUNSTDERFUGE
LAIBACHKUNSTDERFUGE (с нем. Искусство фуги Laibach, также пишется как LAI-BACH-KUNST-DER-FUGE) — тринадцатый по счёту концептуальный альбом словенской индастриал-группы Laibach, вышедший в 2008 году.
LAIBACHKUNSTDERFUGE — современная электронная обработка («ляйбаховская интерпретация», как ее называют участники группы) известного произведения Иоганна Себастьяна Баха «Искусство фуги». Из 19 контрапунктов переработано всего 14 (первые 13 и контрапункт № 15).

## Список композиций
1. «Contrapunctus 1» — (3:07)
2. «Contrapunctus 2» — (20:52)
3. «Contrapunctus 3» — (2:54)
4. «Contrapunctus 4» — (5:17)
5. «Contrapunctus 5» — (2:46)
6. «Contrapunctus 6, a 4 im Stile francese» — (4:11)
7. «Contrapunctus 7, a 4 per Augment et Diminut» — (1:21)
8. «Contrapunctus 8, a 3» — (7:31)
9. «Contrapunctus 9, a 4 alla Duodecima» — (8:26)
10. «Contrapunctus 10 a 4 alla Decima» — (6:15)
11. «Contrapunctus 11, a 4» — (2:02)
12. «Contrapunctus 12, Canon alla Ottava» — (4:22)
13. «Contrapunctus 13, Canon alla Duodecima in Contrapuncto alla Quinta» — (4:46)
14. «Contrapunctus 15, canon per Augmentationem in Contrario Motu» — (5:22)